# Aiguilles de Baulmes
Die Aiguilles de Baulmes bilden einen bis zu 1560 m ü. M. hohen Bergrücken im nördlichen Teil des Waadtländer Juras, südlich von Sainte-Croix in der Schweiz. Der Kamm der Aiguilles de Baulmes ist zusammen mit dem östlich anschliessenden Mont de Baulmes (1286 m ü. M.) 5 km lang und orientiert sich in Richtung Westsüdwest-Ostnordost.

## Lage
Die Aiguilles de Baulmes dominieren gemeinsam mit dem südwestlich gelegenen, noch etwas höheren Suchet (1588 m ü. M.) den Abschnitt des Schweizer Jura zwischen Vallorbe im Südwesten und Sainte-Croix im Nordosten. Begrenzt werden die Aiguilles de Baulmes im Norden von der Mulde von Sainte-Croix, im Nordosten von den Gorges de Covatanne, im Südosten vom Plateau am Jurafuss und im Süden vom Tal der Baumine (Zufluss des Arnon). Im Westen schliesst das überwiegend bereits in Frankreich gelegene Waldgebiet Joux de Jougne an, nach Norden zieht der Höhenrücken Mont des Cerfs, der die Mulde von Sainte-Croix westlich begrenzt. Der Bergkamm der Aiguilles de Baulmes ist charakterisiert durch die gegen Süden gerichteten, schroffen Flühe, die meist zwischen 20 und 80 m hoch sind. Aufgrund dieser Flühe erhielt der Berg seinen Namen, denn als aiguilles (vom lateinischen Wort acus, Nadel) werden im französischsprachigen Raum schroffe, felsige Bergspitzen bezeichnet. Auch der dicht bewaldete nördliche Abhang der Aiguilles de Baulmes ist relativ steil.

## Geologie
Das anstehende Gesteinsmaterial der Aiguilles de Baulmes stammt aus marinen Sedimenten der oberen Jurazeit (Malmkalk). In strukturgeologischer Hinsicht bilden die Aiguilles de Baulmes den nördlichen Schenkel der Antiklinale der vordersten Jurakette. Die südliche Fortsetzung dieser Antiklinale markiert der Suchet. Durch Erosion wurde das ehemalige Gewölbe dieser Antiklinale zunächst an Schwachstellen angegriffen und im Lauf der Zeit immer mehr abgetragen. Dadurch entstand ein Antiklinaltal, dessen östlicher Teil heute durch die Baumine, der westliche Teil durch die Jougnena zur Orbe entwässert wird.

## Wandern und Klettern
Von Sainte-Croix führt ein Wanderweg auf den Mont de Baulmes und von dort weiter (mit prachtvoller Aussicht) bis zum höchsten Punkt der Aiguilles de Baulmes. Den westlichen Aufstieg zum höchsten Punkt der Aiguilles de Baulmes erreicht man ab Sainte-Croix über den Col des Etroits und den Mont des Cerfs oder über La Sagne bei Sainte-Croix.
Die stark zerklüfteten Felswände der Aiguilles de Baulmes bilden ein Paradies für Sportkletterer.